# I miei americani (tre puntini)
I miei americani (tre puntini) è il 24° album in studio di Adriano Celentano, pubblicato nel 1984 dalla Clan Celentano. È un album di cover come il successivo I miei americani 2 del 1986.

## Storia
Il titolo esatto prevede anche tre puntini di sospensione, al punto che sulla copertina del disco è anche scritto testualmente "tre puntini".
Dopo una serie di lavori pubblicati per il mercato estivo, Celentano torna a pubblicare un disco per il periodo natalizio, sfruttando i passaggi televisivi dei programmi più seguiti dell'epoca. Il titolo, che riassume fedelmente i contenuti dell'album, rappresenta una sorta di continuità col precedente album Deus, anch'esso interamente composto da cover di classici internazionali del rock'n'roll e in generale degli anni 50 e 60.

## I brani
A dispetto del titolo che rimanda ai successi d'oltreoceano, qui sono presenti due canzoni che di americano hanno ben poco: Michelle infatti è il successo dei Beatles, e Susanna, canzone scelta come brano di punta ed estratta come singolo, è il rifacimento di una canzone contemporanea del gruppo olandese VOF de Kunst (The Art Company), il cui testo venne riscritto dall'allora trentenne Sergio Caputo. Celentano giustificò la presenza di Michelle teorizzando sull'uso del termine "americano", in quanto appartenente a un certo mito o tradizione musicale, al di là dunque della provenienza.
Il resto delle canzoni dell'album rappresenta una scelta di classici del rock del soul e del rhythm'n'blues. Sono quasi tutte tradotte con una certa fedeltà rispetto all'originale, con l'eccezione di Bisogna far qualcosa (These Boots Are Made for Walkin') che mira a una certa denuncia sociale, e Maledetta televisione (That's All Right, Mama) che punta l'indice contro la televisione spazzatura, pur conservando l'appellattivo "mama" contenuto nell'originale di Elvis Presley. La versione di Fumo negli occhi (Smoke Gets in Your Eyes) era stata già cantata da altri artisti, mentre Sono un fallito (Busted) e Questo vecchio pazzo mondo (Eve of Destruction) erano già state incise da suo nipote Gino Santercole; di Sono un fallito (Busted) viene riportato un frammento in finale di canzone. In Sei nel mio destino (You Are My Destiny) il titolo viene cantato in inglese per questioni di metrica.

## Accoglienza
L'album è stato uno dei più venduti a cavallo dei due anni, e in un certo senso è tra i più importanti della carriera di Celentano, il quale, accantonato il cinema e i concerti dal vivo, conferma e accresce così la sua popolarità, creando le premesse per una serie di fortunate stagioni televisive e discografiche.
La canzone Susanna (Suzanne) viene riproposta dal cantautore italiano Francesco Gabbani nell'album Magellano con il titolo Susanna, Susanna.

## Tracce
(fra parentesi i titoli delle versioni originali)
Lato A
1. Il contadino (Hold On! I'm a Comin')
2. Michelle
3. Bisogna far qualcosa (These Boots Are Made for Walkin')
4. Sono un fallito (Busted)
5. Fumo negli occhi (Smoke Gets in Your Eyes)
6. Maledetta televisione (That's All Right, Mama)

Lato B
1. Susanna (Suzanne)
2. Questo vecchio pazzo mondo (Eve of Destruction)
3. Il cantante folle (The Great Pretender)
4. Cara baby (Happy Baby)
5. Sei nel mio destino (You Are My Destiny)

Le ultime due tracce, inserite nella versione CD originale, risalgono all'album Deus del 1981, che sarà successivamente ristampato anch'esso nel nuovo supporto. Nella ristampa del 2002 le tracce contenute nel CD sono 11.

## Formazione
- Adriano Celentano - voce
- Paolo Steffan - chitarra, basso
- Gaetano Leandro - tastiera
- Gigi Cappellotto - basso
- Alfredo Golino - batteria